# الغميصاء (قرية)
الغميصاء هي قرية تقع شمال وادي الليث (جنوب مكة) تشتهر بكثرة أشجار الآراك (السواك) ووفيها حصل يوم الغميصاء وقد كانت من بلاد بنو جذيمة من قبيلة بني كنانة و بنو ذهل من ربيعة .
وهي التي ذكرها الشنفرى في قصيدة لامية العرب :

## الموقع
تقع الغميصاء قرب ميناء الشعيبة شمال محافظة الليث و جنوب مدينة مكة المكرمة وهو أول مراكز محافظة الليث للقادم من مكة المكرمة.

## سرية الغميصاء
بعد فتح مكة أرسل النبي محمد (صلى الله عليه وسلم) الصحابي خالد بن الوليد في سرية إلى بني جذيمة من قبيلة بني كنانة داعيا إلى الْإِسْلَام ولم يبعثه مقاتلا، فخرج فِي ثلاثمائة وخمسين رجلا مِن المهاجرين والأنصار وبني سليم فانتهى إليهم خالد، فَقَالَ : ما أنتم ؟ قَالُوا : مسلمون قد صلينا وصدقنا بمحمد وبنينا المساجد فِي ساحاتنا وأذنا فيها ! قَالَ : فما بال السلاح عليكم ؟ فقالوا : إن بيننا وبين قوم مِن العرب عداوة فخفنا أن تكونوا هُم فأخذنا السلاح ! قَالَ : فضعوا السلاح ! قَالَ : فوضعوه، فَقَالَ لهم : استأسروا، فاستأسر القوم، فأمر بعضهم فكتف بعضا وفرقهم فِي أصحابه، فلما كَانَ فِي السحر نادى خالد : مِن كَانَ معه أسير فليدافه ! والمدافة الإجهاز عَلَيْهِ بالسيف، فأما بنو سليم فقتلوا مِن كَانَ فِي أيديهم - وكانت بين سليم وكنانة عداوة في الجاهلية، وأما المهاجرون والأنصار فأرسلوا أساراهم ولم يقتلوهم، فبلغ النَّبِيّ صَلَّى اللَّهُ عَلَيْهِ وَسَلَّمَ ما صنع خالد، فَقَالَ : 
| الغميصاء (قرية) | اللهم إني أبرأ إليك مما صنع خالد ! | الغميصاء (قرية) |

 وبعث عَلِيّ بْن أَبِي طالب فودى لهم قتلاهم وما ذهب منهم ثُمَّ انصرف إلى رَسُول اللَّهِ فأخبره.
وتقول إحدى نساء بني جذيمة في رثاء من قتل من قومها: